# Hunderdorf
Hunderdorf est une commune de Bavière (Allemagne), située dans l'arrondissement de Straubing-Bogen, dans le district de Basse-Bavière. Elle est traversée par l'autoroute A3 et comprend l'aire de repos Rastanlage Bayerischer Wald.